# Výhybna

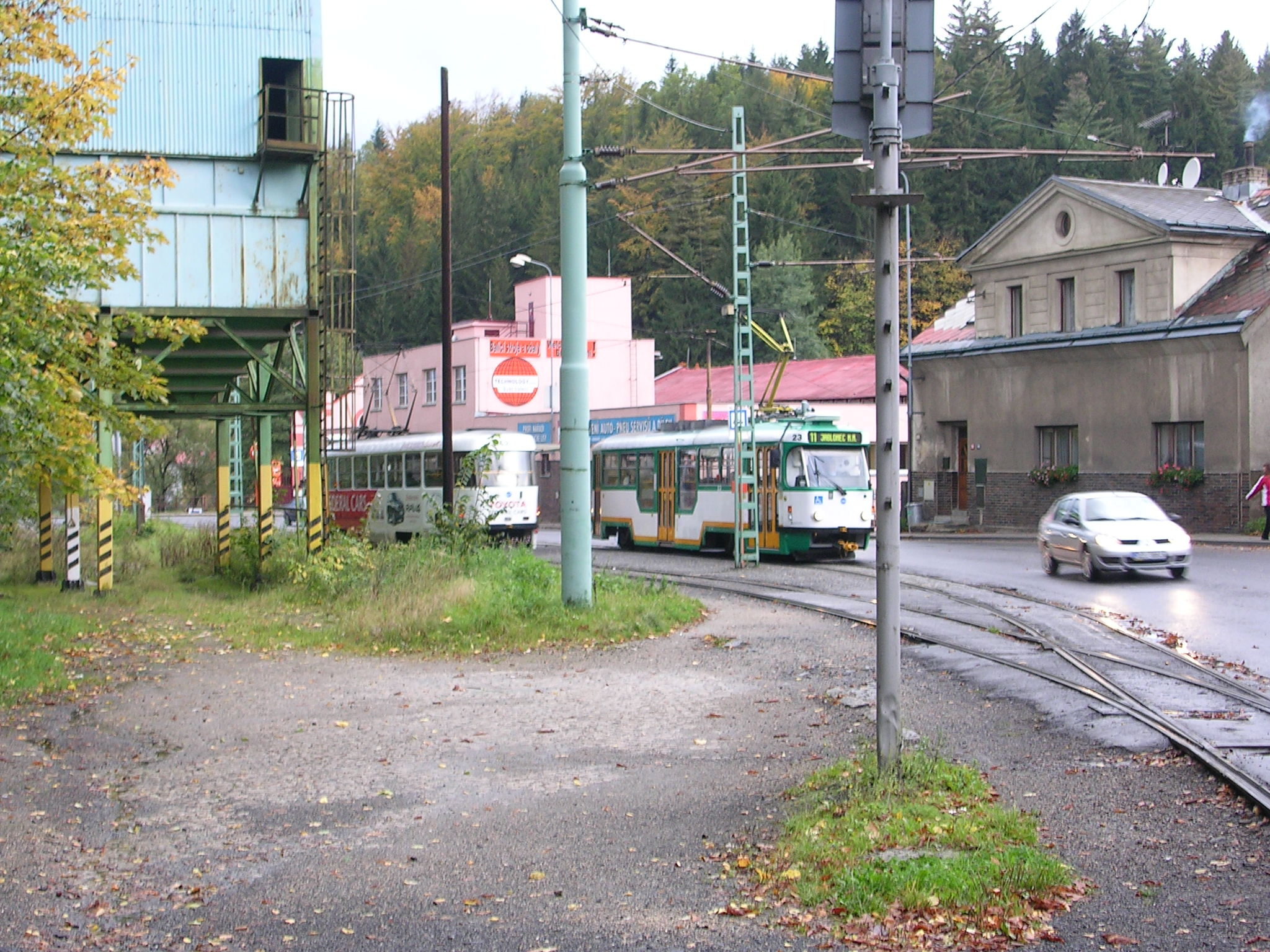
Ostrovní výhybna Brandl na tramvajové trati Liberec – Jablonec.

Výhybna je místo na kolejové dráze umožňující křižování (tj. vyhýbání) a předjíždění vlaků.
Na pozemních komunikacích se rozumí výhybnou rozšířené místo úzké komunikace, kde se mohou vyhnout protijedoucí vozidla.

## Železnice

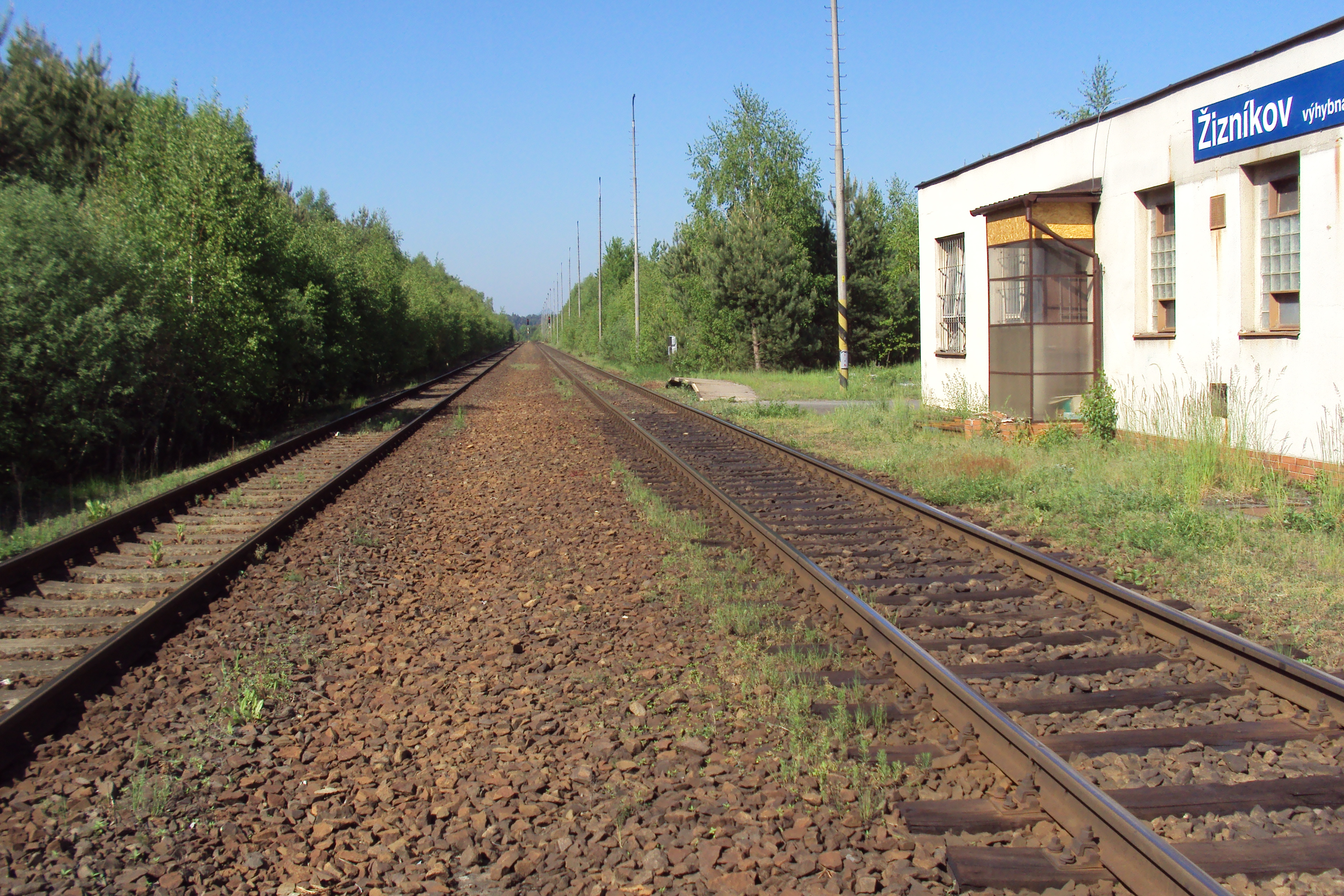
Dvoukolejná železniční výhybna Žizníkov

Na železniční dráze se jako výhybna označuje taková dopravna pouze tehdy, není-li zároveň železniční stanicí. Má jednu nebo dvě předjízdné koleje, ve výjimečných případech i více. Na dvoukolejné trati je doplněna kolejovými spojkami. Na rozdíl od železniční stanice nemá vybavení pro odbavování cestujících, zavazadel a případně nákladů. Její význam je ryze dopravní.

### Vložky pro letmé křižování
Zvláštním druhem výhyben na železnici jsou tzv. dvoukolejné vložky pro letmé křižování. Jedná se o výhybny, které se zřizují na jednokolejných tratích a jejich délka je taková, že umožňuje křižování dvou vlaků bez toho, aby musel kterýkoliv z vlaků zastavit či zpomalit.

## Tramvajové dráhy
V tramvajové dopravě se za výhybnu považuje i dvojkolejná zastávka na jednokolejné trati, dokonce zpravidla bývá v místě výhybny pár zastávek. Výhybna bývá buď ostrovní (tramvaje projíždějí po levé koleji, oba směry mají společný nástupní ostrůvek) nebo s bočními nástupišti (tramvaje projíždějí po pravé koleji).

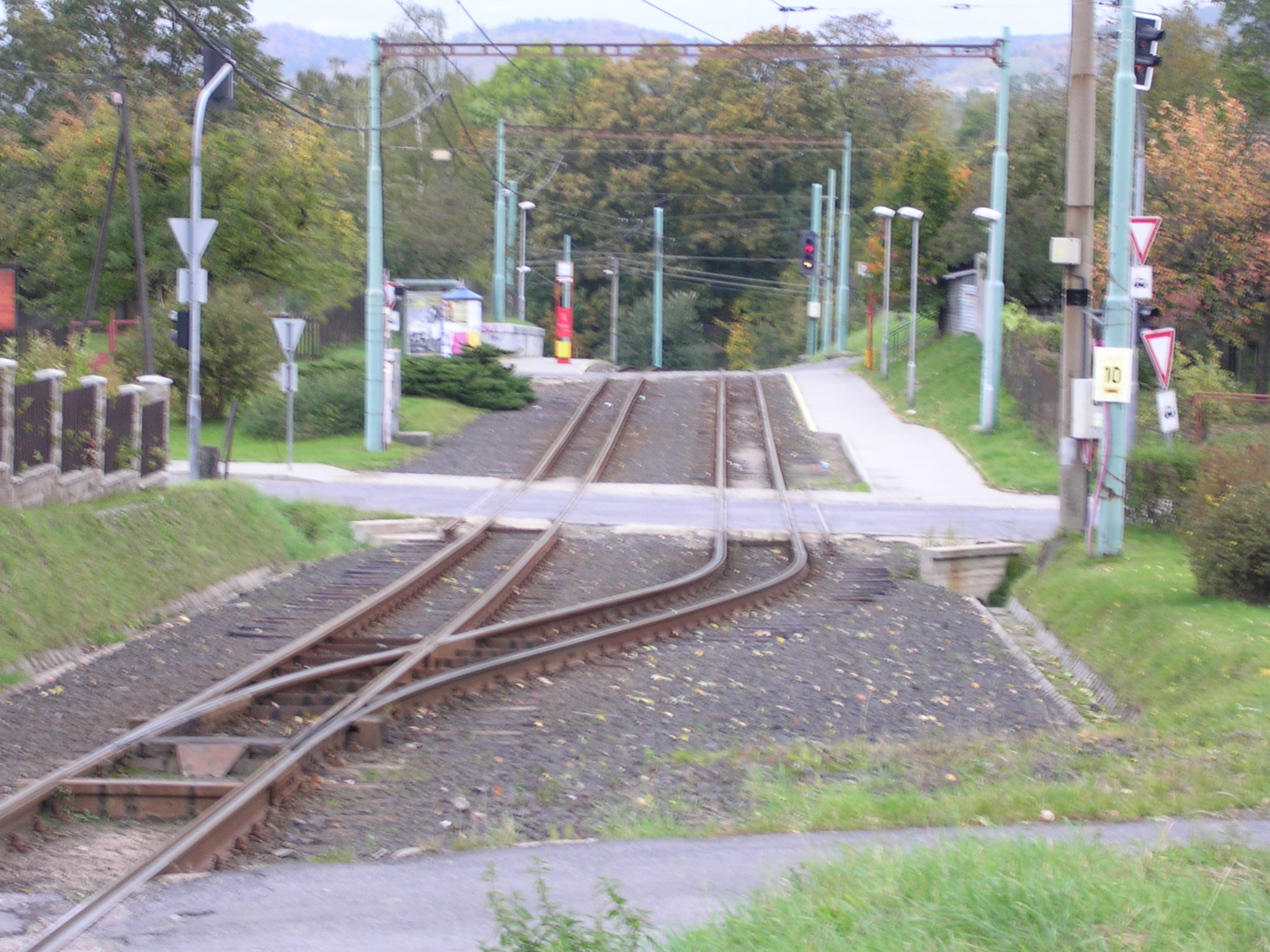
Pravosměrná výhybna v zastávce Nová Ruda na tramvajové trati Liberec – Jablonec.
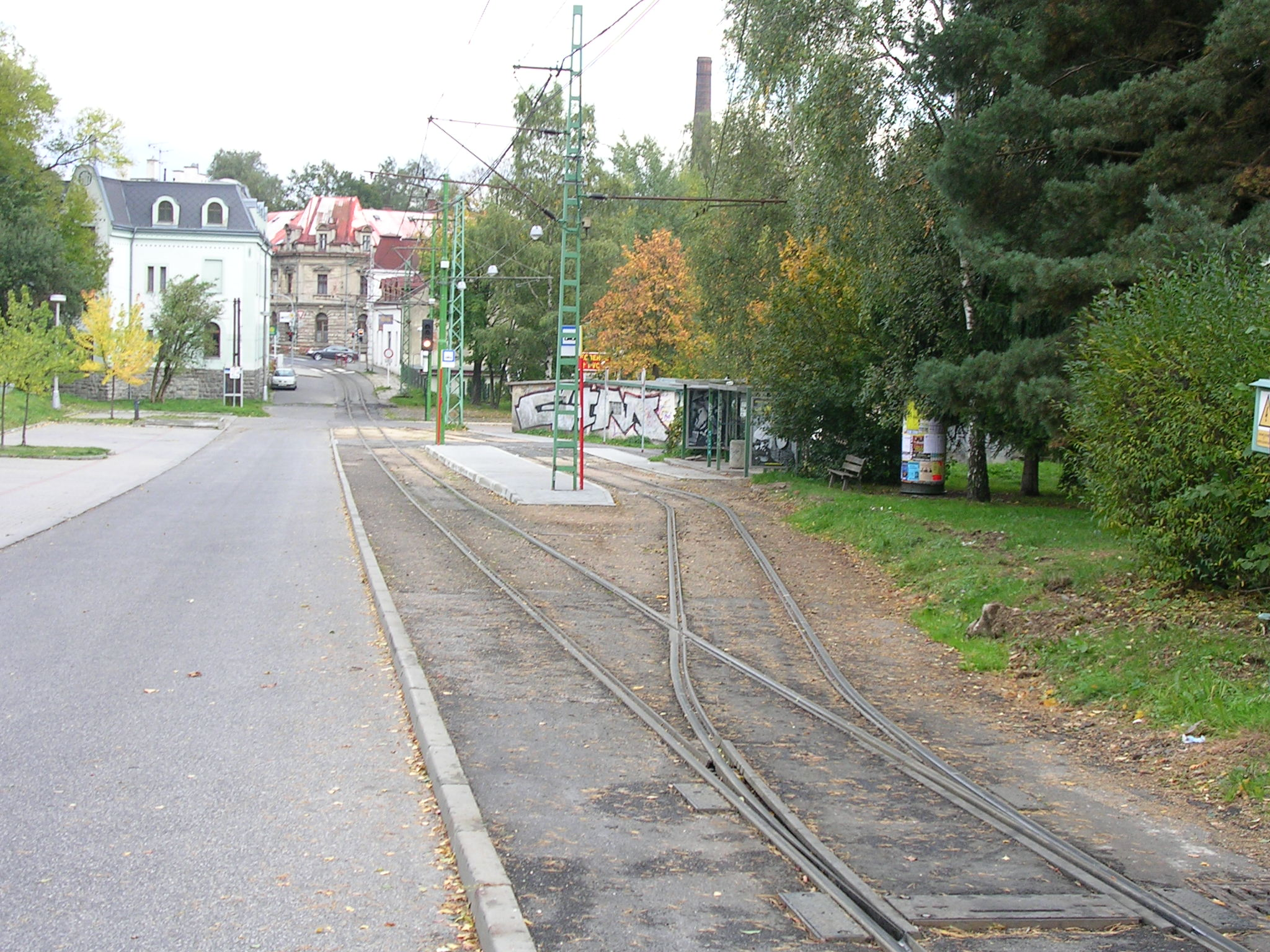
Ostrovní výhybna v zastávce Liberec, lékárna na tramvajové trati Liberec – Jablonec.

## Pozemní lanovky

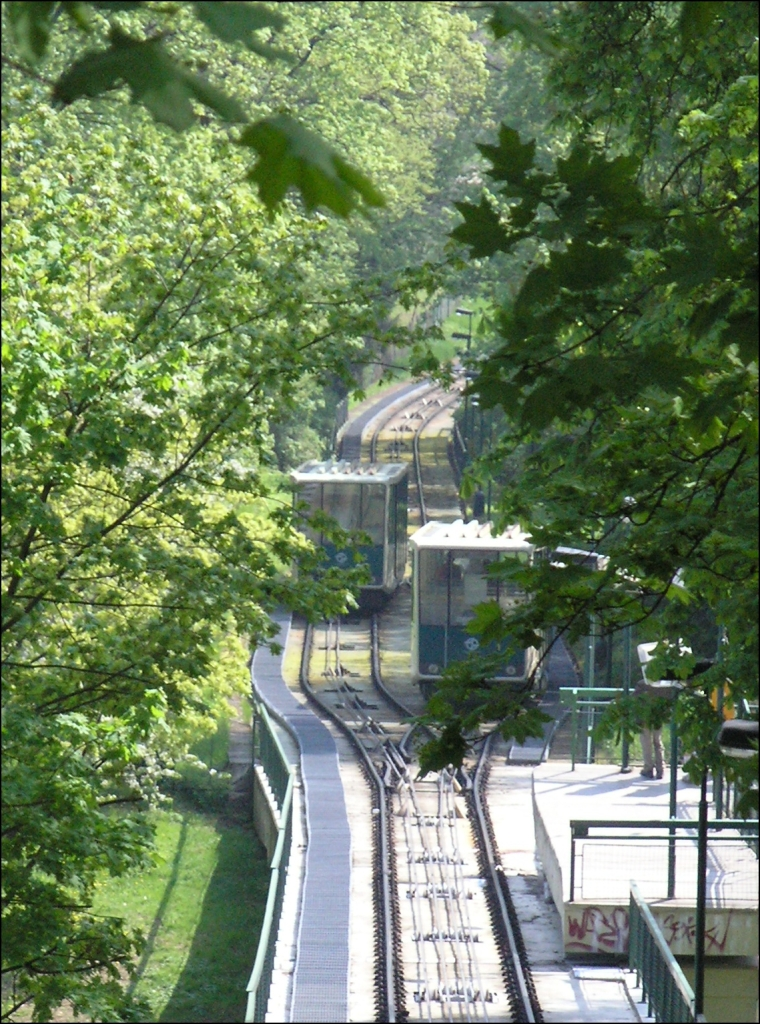
Výhybna na lanové dráze na Petřín v Praze.

Na jednokolejných pozemních lanovkách se užívá výhybna s Abtovými výhybkami. Každý z vozů má na výhybně svou kolej a té se drží při cestě tam i zpět.

## Pozemní komunikace
Výhybny se zřizují obvykle na obousměrných jednopruhových komunikacích. Rozměr výhybny je dán rozměry největšího předpokládaného vozidla. Výhybny by měly být umístěny po 100-200 metrech a měla by být zajištěna viditelnost k následující výhybně.